# Счастливка (Кировоградская область)
Счастливка (укр. Щасливка) — село в Новоукраинской городской общине Новоукраинского района Кировоградской области Украины.
Население по переписи 2001 года составляло 22 человека. Почтовый индекс — 27122. Телефонный код — 5251. Код КОАТУУ — 3524087003.